# یودامادورا
یودامادورا (به لاتین: Udamadura) یک منطقهٔ مسکونی در سری‌لانکا است که در استان مرکزی (سری‌لانکا) واقع شده‌است.